# مسجد المحضار
مسجد المحضار هو أحد المساجد اليمنية في محافظة حضرموت بمدينة تريم. يعتبر من أهم معالم مدينة تريم، ويعزى بنائه إلى عمر المحضار بن عبد الرحمن السقاف المتوفى عام 833هـ/1429 م، وقام بالبناء والتصميم المعلم المعماري عوض سليمان عفيف من أبناء مدينة تريم عام 1333 هـ/ 1914 م، ويبلغ ارتفاع المئذنة 40 متراً.، وقد بُنيت من الطين على قاعدة مربّعة، وأخذت الشكل الهرمي مما أكسبها ميزة فريدة لا تشبه بقية المآذن، وهي أطول مئذنة طينيّة في العالم.

## الفن المعماري
تمتاز عمارته بفن هندسي جميل، ويتألف تخطيطه من فناء مكشوف تحيط به أربعة أروقة أعمقها رواق القبلة والذي يزينه ثلاثة محاريب جصية بديعة مزينة بالزخارف الهندسية والنباتية والكتابية.
مر مسجد المحضار بثلاثة مراحل من البناء، الأولى سنة 833 هـ وقت الإمام المحضار، ثم التوسعة كانت قبل 1321 هـ، وأخيراً المرحلة الحالية يعود تاريخها إلى شهر محرم 1331 هـ، وهي من تصميم وبناء المعماري عوض سليمان عفيف وإخوانه

## المنارة
تتموضع منارة مسجد المحضار التي يبلغ ارتفاعها حوالي 40 متراً، في منتصف الضلع المقابل لرواق القبلة. وهي مربعة الشكل وبداخلها درج للصعود إلى أعلاها، وكان بناؤها في حوالي 1333 هـ/ 1914 م، وهي مبنية من الطين، وسقفت طوابقها السبعة بجذوع النخل. بُنيت المنارة على نفقة السيد أبو بكر بن شهاب المتوفى في عام 1341 هـ، وكان تصميمها وتنفيذ البناء على يد المعلم عوض بن سليمان عفيف المتوفى في عام 1345 هـ، وأخونه التريميون، وتعتبر أحد الشواهد المعمارية ومقصد للزائرين والباحثين عن معالم مدينة تريم التاريخية.
شيدت في أوائل القرن الرابع الهجري وقام بالبناء المهندسون عوض سلمان عفيف وأخوانه التريميون.

## مكتبة الأحقاف
تحتل مكتبة الأحقاف الدور الأرضي من مبنى الجامع، وهي مكتبة دعت الحاجة إلى إقامتها نظراً لكثرة المخطوطات في مدينة تريم والمدن المجاورة، وذلك لكون تريم تتمتع بمركز علمي مرموق منذ القرن الرابع الهجري/ العاشر الميلادي في وادي حضرموت.